# ريك والاس
ريك والاس (بالإنجليزية: Rick Wallace)‏ هو مخرج أمريكي، ولد في 12 فبراير 1948 في شيكاغو في الولايات المتحدة.

## وصلات خارجية
- ريك والاس على موقع IMDb (الإنجليزية)
- ريك والاس على موقع قاعدة بيانات الفيلم (الإنجليزية)